# Сквер Лёни Голикова (Великий Новгород)
Сквер Лёни Голикова — сквер в городе Великий Новгород. Назван в честь пионера-героя Лёни Голикова, бригадного разведчика 67-го отряда 4-й Ленинградской партизанской бригады, посмертно удостоенного звания Героя Советского Союза.
Расположен между улицей Людогоща и улицей Чудинцева за зданием Правительства Новгородской области. В центре сквера находится памятник Герою Советского Союза Лёне Голикову (установлен в 1964 году, скульптор — Н. В. Томский).
Сквер с момента своего основания официально считался безымянным, однако местными жителями именовался сквером Лёни Голикова по находящемуся здесь памятнику. 27 февраля 2015 года на заседании городской топонимической комиссии Великого Новгорода было принято решение внести предложение Думе Великого Новгорода по законодательному закреплению за сквером народного названия. Членами комиссии рассматривались такие возможные варианты названия, как «сквер имени Лёни Голикова», «сквер партизана Лёни Голикова», однако в итоге комиссией единогласно было выбрано наименование «сквер Лёни Голикова». Решением Думы Великого Новгорода от 26 марта 2015 года № 451 скверу было официально присвоено это название.
В 2014 году на основании средств, выделенных из городского бюджета, в сквере положили тротуарную плитку, установили новые скамейки, произвели озеленение сквера.
В сквере у памятника Герою Советского Союза Лёне Голикову проводятся митинги, приуроченные к Дню Победы советского народа над нацистской Германией в Великой Отечественной войне, осуществляется возложение цветов и венков. В сквере Лёни Голикова ежегодно 19 мая, в день пионерии, Новгородский горком КПРФ организует торжественный приём в пионерскую организацию.
На месте сквера Лёни Голикова до Великой Отечественной войны находился православный храм Святых Флора и Лавра предположительно 1377 года. Церковь была взорвана немцами в период оккупации города с целью получения материала для строительства дорог. Фундамент церкви располагается в северо-западной части сквера.